# Gran Bretanya
|  | Aquest article tracta sobre una de les illes britàniques. Si cerqueu el regne existent entre el 1707 i el 1800, vegeu «Regne de la Gran Bretanya». |

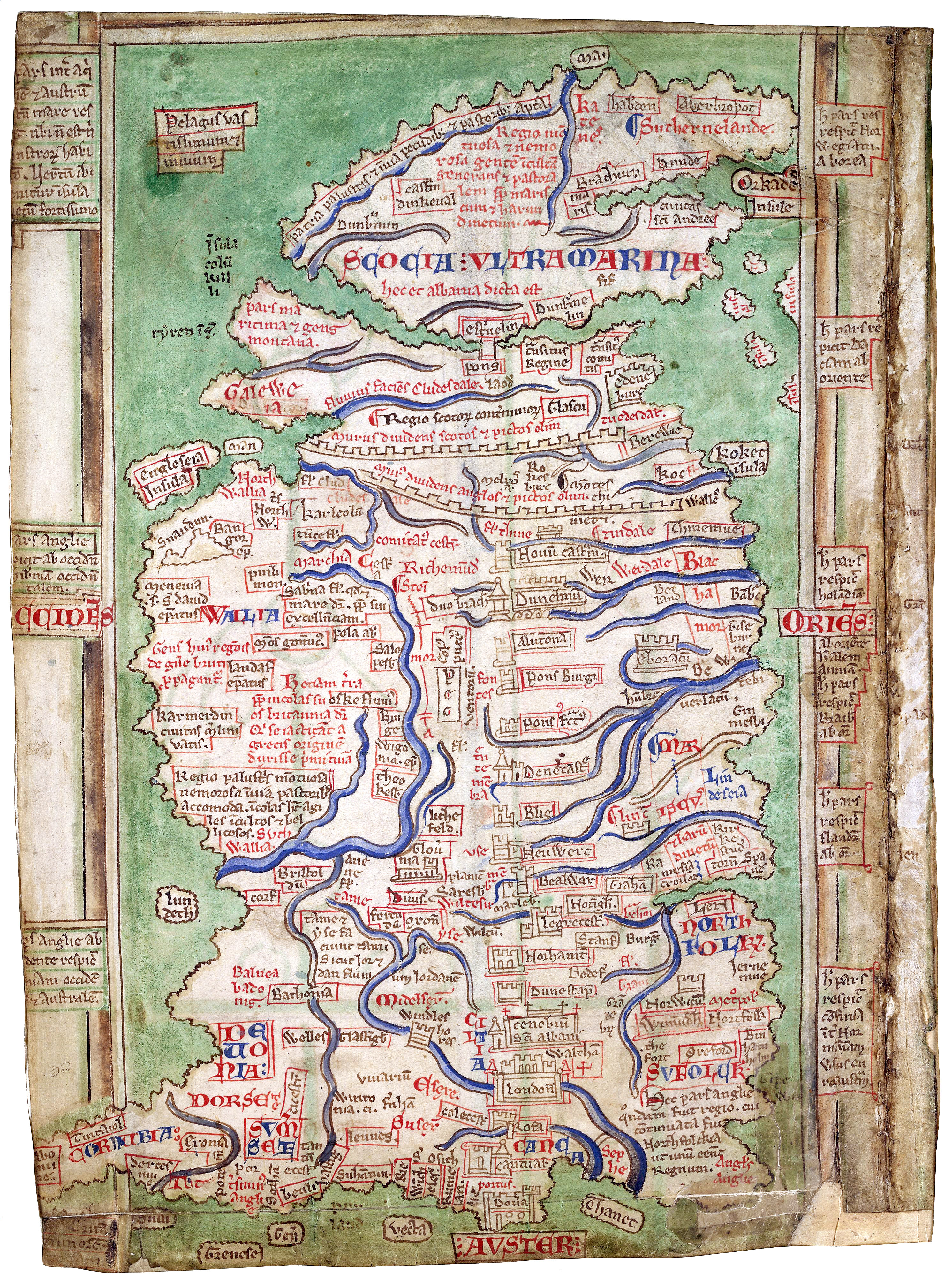
Mapa de Gran Bretanya de Mattew Paris, de mitjans s. XIII.

La Gran Bretanya és l'illa més gran de les Illes Britàniques. És composta per tres nacions, Anglaterra, País de Gal·les i Escòcia, que conformen, conjuntament amb Irlanda del Nord, el Regne Unit de la Gran Bretanya i Irlanda del Nord o simplement el Regne Unit.
En conjunt, Gran Bretanya té 229.335 km². La capital del Regne Unit és Londres (London), mentre que Cardiff (Caerdydd) i Edimburg (Edinburgh) són les capitals de Gal·les i Escòcia, respectivament. Anglaterra no té capital oficial, però Londres ho és de facto.
Segons fonts oficials britàniques, la població de la Gran Bretanya el 2001 era de 57.103.927 persones (Anglaterra, 49.138.831; Escòcia, 5.062.011; i País de Gal·les, 2.903.085). Completa el Regne Unit, Irlanda del Nord, amb 1.685.267 d'habitants.
El punt més elevat de l'illa és la muntanya escocesa Ben Nevis (1.343 m), i el riu més llarg, el Severn (336 km; en gal·lès, Hafren) que neix a Ceredigion, a l'oest de Gal·les.

## Origen del nom
Fa més de dos mil anys que es fa referència a l'arxipèlag amb un sol nom: el terme Illes Britàniques deriva dels termes utilitzats pels geògrafs clàssics per descriure aquest grup d'illes. Cap al 50 aC, els geògrafs grecs usaven equivalents de Prettanikē com a nom col·lectiu per a les illes britàniques. Tanmateix, amb la conquesta romana de la Gran Bretanya, el terme llatí Britannia es va fer servir per a l'illa de la Gran Bretanya, i més tard la Gran Bretanya ocupada pels romans al sud de Caledònia.
El primer nom conegut de la Gran Bretanya és Albió (grec: Ἀλβιών) o insula Albionum, del llatí albus que significa blanc (possiblement referint-se als penya-segats blancs de Dover, la primera visió de la Gran Bretanya des del continent) o illa de les Albiones. La menció més antiga de termes relacionats amb la Gran Bretanya va ser per Aristòtil (384–322 aC), o possiblement per Pseudo-Aristòtil, en el seu text Sobre l'univers, vol. III. Per citar les seves obres, «Hi ha dues illes molt grans, anomenades illes britàniques, Albion i Ierne».

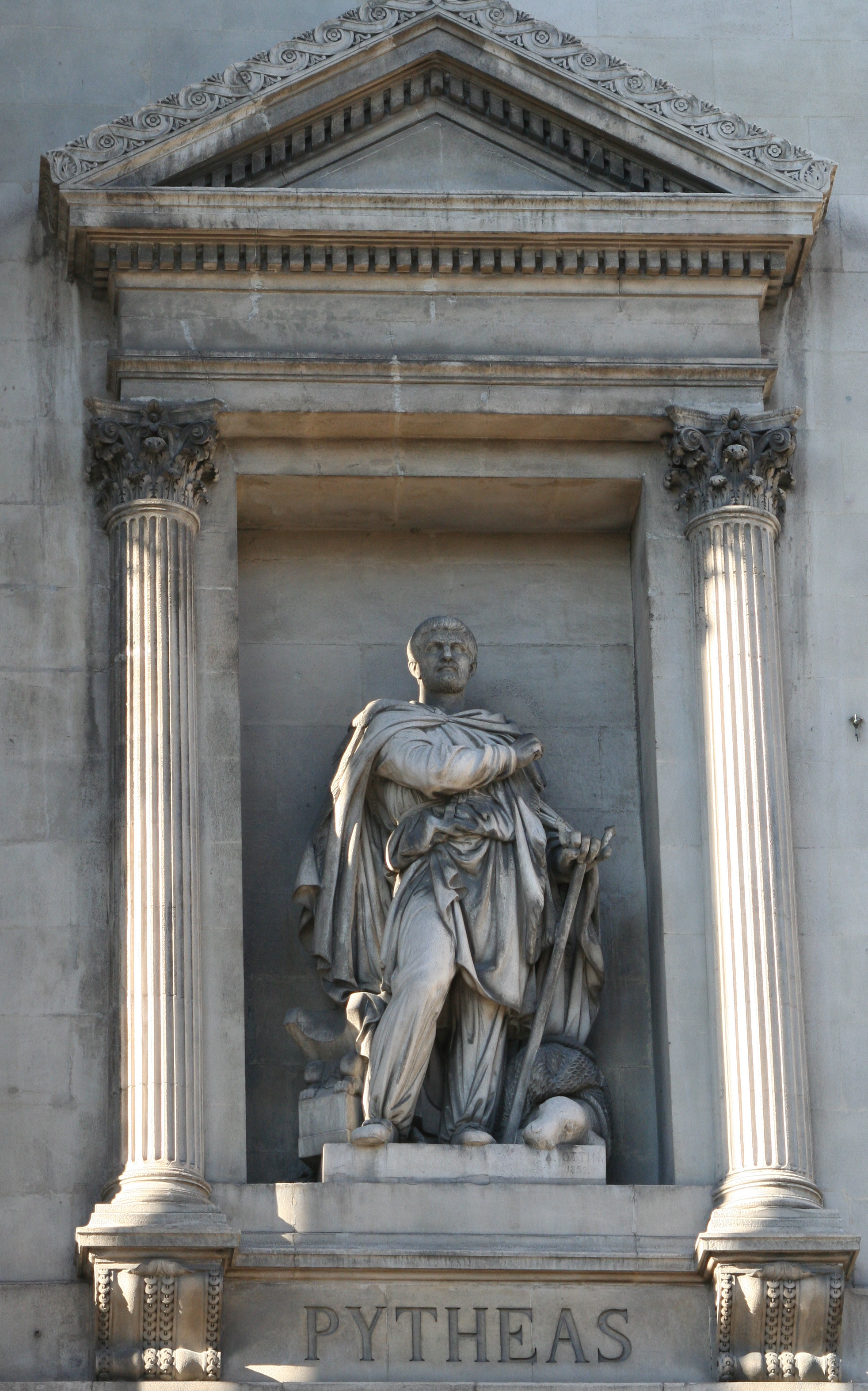
Geògraf grec, Pytheas de Massalia

El primer ús escrit conegut de la paraula Gran Bretanya va ser una transliteració grega antiga del terme original protocelta en un treball sobre els viatges i descobriments de Pytheas que no ha sobreviscut. Els registres més antics existents de la paraula són cites del periplus d'autors posteriors, com les de la Geografia d'Estrabó, la Història natural de Plini i la Bibliotheca historica de Diodor de Sicília. Plini el Vell (23-79 dC) en els seus registres d'Història Natural de la Gran Bretanya: «El seu nom anterior era Albió; però en un període posterior, totes les illes, de les quals ara esmentarem breument, es van incloure sota el nom. de 'Britanniæ'».
El nom Britannia ve del nom llatí de Britannia, Britannia o Brittānia, la terra dels britànics del francès antic Bretaigne (d'on també francès modern Bretagne) i anglès mitjà Bretayne, Breteyne. La forma francesa va substituir l'anglès antic Breoton, Breoten, Bryten, Breten (també Breoton-lond, Breten-lond). Britannia va ser utilitzada pels romans des del segle I aC per a les illes britàniques en conjunt. Es deriva dels escrits de viatge de Pytheas cap al 320 aC, que descriuen diverses illes de l'Atlàntic Nord fins al nord fins a Tule (probablement Noruega).Els pobles d'aquestes illes de Prettanike eren anomenats Πρεττανοί, Priteni o Pretani. Priteni és la font del terme gal·lès Prydain, Gran Bretanya, que té la mateixa font que el terme goidèlic Cruithne utilitzat per referir-se als primers habitants de parla britònic d'Irlanda. Aquests últims van ser anomenats posteriorment pictes o caledonis pels romans. Els historiadors grecs Diodor de Sicília i Estrabó van conservar variants de Prettanike de l'obra de l'explorador grec Pytheas de Massalia, que va viatjar des de casa seva a la Gàl·lia meridional hel·lenística fins a la Gran Bretanya al segle IV aC. El terme utilitzat per Pytheas pot derivar d'una paraula celta que significa els pintats o la gent tatuada en referència a les decoracions corporals. Segons Estrabó, Pytheas es referia a la Gran Bretanya com Bretannikē, que es tracta d'un substantiu femení. Marcià d'Heraclea, al seu Periplus maris exteri, va descriure el grup d'illes com a αἱ Πρεττανικαὶ νῆσοι (les illes Prettanic).

### Derivació degran

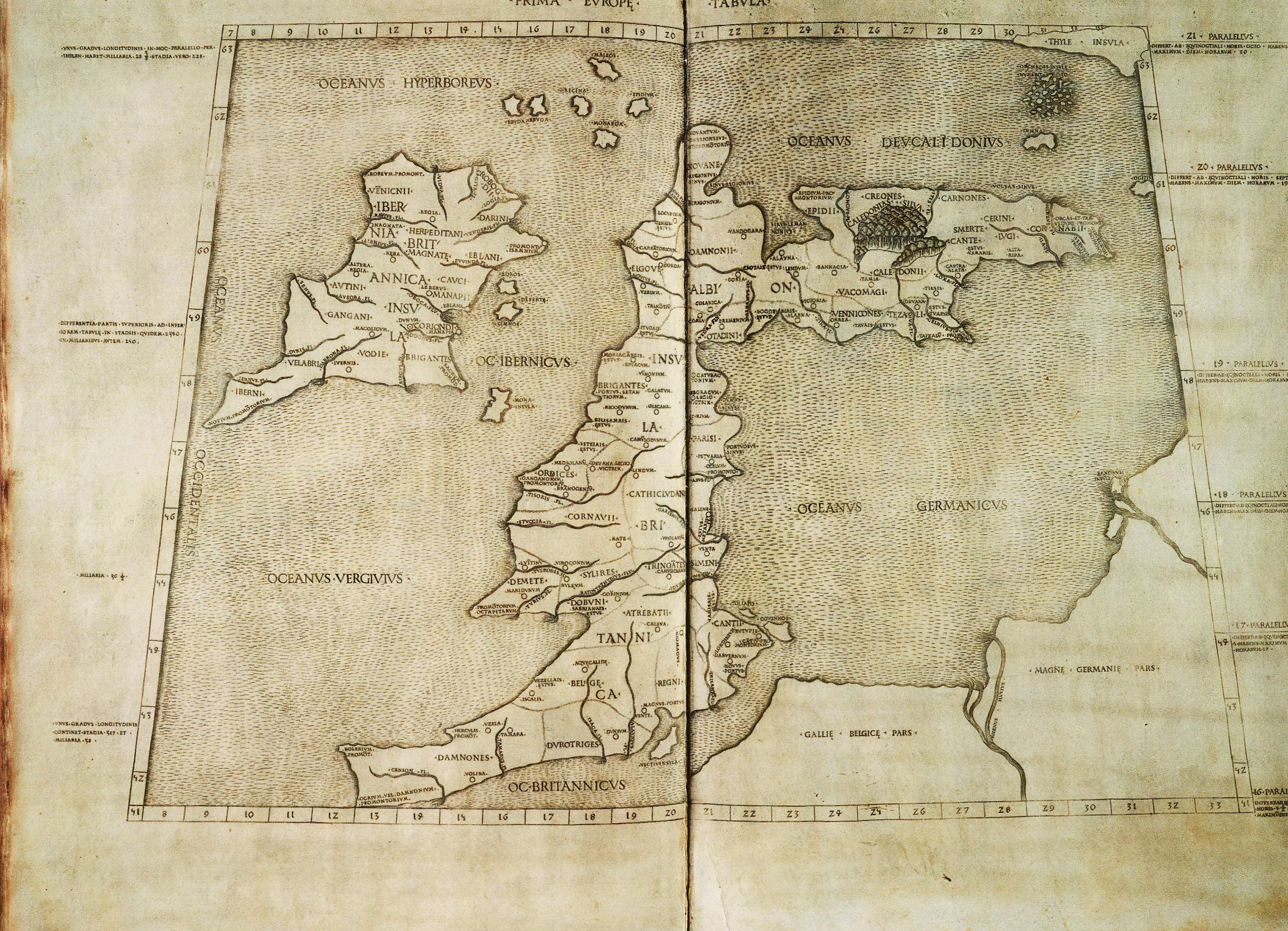
Una reconstrucció italiana de 1490 del mapa rellevant de Ptolemeu que combinava les línies de carreteres i les expedicions de costa durant el primer segle de l'ocupació romana. Dues grans falles, però, són una Escòcia que es projecta cap a l'est i cap d'Irlanda que es veu a la mateixa latitud de Gal·les, que podria haver estat si Ptolemeu utilitzés les mesures de latitud de Pytheas. Si ho va fer és un tema molt debatut. Aquesta "còpia" apareix en blau a continuació.

El científic grec-egipci Ptolemeu es va referir a l'illa més gran com a Gran Bretanya (μεγάλη Βρεττανία megale Brettania) i a Irlanda com a petita Gran Bretanya (μικρὰ Βρεττανία mikra Brettania) a la seva obra Almagest (147–148 dC). En la seva obra posterior, Geografia (c. 150 dC), va donar a les illes els noms Alwion, Iwernia i Mona (l'illa de Man), suggerint que aquests podrien haver estat els noms de les illes individuals que no coneixia en el moment d'escriure Almagest. El nom Albion sembla haver caigut en desús algun temps després de la conquesta romana de la Gran Bretanya, després de la qual Gran Bretanya es va convertir en el nom més comú de l'illa.
Després del període anglosaxó, Gran Bretanya només es va utilitzar com a terme històric. Jofre de Monmouth a la seva pseudohistòrica Historia Regum Britanniae (c. 1136) es refereix a l'illa de la Gran Bretanya com a Britannia major ('Gran Bretanya'), per distingir-la de Britannia minor ('Petita Bretanya'), la regió continental que s'aproxima a la Bretanya moderna i que havia estat poblada als segles V i VI. per migrants celtes britànics de Gran Bretanya.
El terme Gran Bretanya es va utilitzar oficialment per primera vegada l'any 1474, en l'instrument que redactava la proposta de matrimoni entre Cecily, filla d’Eduard IV d'Anglaterra, i Jaume, fill de Jaume III d'Escòcia, que la descrivia com «aquesta illa Nobill, anomenada Gret Britanee». El filòsof i historiador escocès, John Major (Mair), va publicar la seva Història de la Gran Bretanya, tant d'Anglaterra com d'Escòcia (Historia majoris Britanniae, tam Angliae quam Scotiae) el 1521. Mentre promou un possible partit reial el 1548, el Lord Protector Somerset va dir que els anglesos i els escocesos eren, com dos germans d'una illa de la Gran Bretanya de nou. El 1604, Jaume VI i jo ens vam autodenominar rei de Gran Bretanya, França i Irlanda.

### Ús modern del termeGran Bretanya
Políticament, Gran Bretanya es refereix a tota Anglaterra, Escòcia i Gal·les en combinació, però no Irlanda del Nord; inclou illes, com ara l'illa de Wight, Anglesey, les illes Scilly, les Hèbrides i els grups d'illes de les Òrcades i les Shetland, que formen part d'Anglaterra, Gal·les o Escòcia. No inclou l'illa de Man i les illes del Canal.
De la mateixa manera, Gran Bretanya pot referir-se a totes les illes de la Gran Bretanya, l'illa més gran o l'agrupació política de països. No hi ha una distinció clara, fins i tot en els documents governamentals: els anuaris del govern del Regne Unit han utilitzat tant el Regne Unit com el Regne Unit.
GB i GBR s'usen en lloc del Regne Unit en uns quants codis internacionals per referir-se al Regne Unit, com ara la Unió Postal Universal, equips esportius internacionals, l'OTAN i els codis de països de l'Organització Internacional per a la Normalització ISO 3166-2 i ISO 3166-1 alfa- 3, mentre que el prefix de registre de l'aeronau és G.
A Internet, .uk és el domini de primer nivell de codi de país del Regne Unit. Un domini de primer nivell .gb es va utilitzar de manera limitada, però ara està obsolet; tot i que encara existeixen registres existents (principalment per organitzacions governamentals i proveïdors de correu electrònic), el registrador de noms de domini no acceptarà nous registres.
Als Jocs Olímpics, l'equip GB és usat per l’Associació Olímpica Britànica per representar l’equip olímpic britànic. La Federació Olímpica d'Irlanda representa tota l'illa d'Irlanda, i els esportistes d'Irlanda del Nord poden optar per competir per qualsevol dels equips, la majoria optant per representar Irlanda.

### Definició política

Definició política de Gran Bretanya (verd fosc) - a Europa (verd i gris fosc) - al Regne Unit (verd)

Políticament, Gran Bretanya es refereix a tota Anglaterra, Escòcia i Gal·les en combinació, però no Irlanda del Nord; inclou illes, com l'illa de Wight, Anglesey, les illes Scilly, les Hèbrides i els grups d'illes de les Òrcades i les Shetland, que formen part d'Anglaterra, Gal·les o Escòcia. No inclou l'illa de Man i les illes del Canal.
La unió política que va unir els regnes d’Anglaterra i Escòcia es va produir l'any 1707, quan les Actes d'Unió van ratificar el Tractat d'Unió de 1706 i van fusionar els parlaments de les dues nacions, formant el Regne de la Gran Bretanya, que cobria tota l'illa. Abans d'això, una unió personal havia existit entre aquests dos països des de la Unió de les Corones de 1603 sota Jaume VI d'Escòcia i I d'Anglaterra.

## Font de confusions
La Gran Bretanya és el nom àmpliament usat com sinònim de l'entitat política del Regne Unit, la qual cosa és incorrecta, ja que el Regne Unit també inclou Irlanda del Nord, juntament amb les tres nacions que integren la Gran Bretanya, a més d'altres illes, com les Illes Scilly, les Illes Hèbrides, les Òrcades, les Shetland, l'Illa de Man i l'Illa de Wight. La confusió és similar en l'ús del terme britànic, que s'usa en referència al Regne Unit. En català, però, l'ús de Britànnia es limita al nom de l'antiga província romana.
Probablement es deu al fet que durant el segle xviii el Regne Unit era conegut com la Gran Bretanya.
L'abreviatura GB és utilitzada al Regne Unit per identificar els vehicles -segons el Codi Internacional d'Identificació de Vehicles Estrangers- i també per l'equip olímpic britànic, circumstància que encara afegeix més confusió als termes Gran Bretanya i Regne Unit.

## Formació de l'illa
Abans de l'obertura de l'estret de Calais, la Gran Bretanya continuava connectada a Europa, fins i tot durant les pujades del nivell del mar, a través d'una cresta estructural que s'estenia des del sud-est d'Anglaterra fins al nord-oest de França, feta de guix, comprenia l'extremitat nord de l'anticlinal de Weald-Artois i es proposa que formava un estret istme que separa els embassaments marins al nord (mar del Nord) i al sud-oest (canal de la Mànega). Es considera àmpliament que la ruptura de la carena de guix i l'obertura de l'estret de Calais és una conseqüència del vessament d'un llac proglacial que va ocupar l'actual conca del sud del mar del Nord durant la glaciació d'Anglia, contemporània de la glaciació d'Elster al nord d'Europa.

## Geologia

Mapa geològic de Gran Bretanya

La geologia de la Gran Bretanya és força similar a la de les zones adjacents al continent europeu. Estudis recents, publicats el juliol del 2007, assenyalen que l'actual illa de la Gran Bretanya fins fa dos-cents mil anys era una gran península d'Europa continental, unida a la resta de la macro unitat geogràfica (MUG) europea per un istme anomenat «Risco Weald-Artois». Fins a aquesta data, en plena Glaciació de Riss, al nord de l'istme es trobava, ocupant la part meridional del mar del Nord, un gran llac d'aigua salada.
Es considera àmpliament que la ruptura de l'escut de guix i l'obertura de l'Estret de Calais és una conseqüència del vessament d'aquest llac proglacial que va ocupar l'actual conca del sud del mar del Nord durant la glaciació d'Anglia, contemporània de la glaciació d'Elster al nord d'Europa.
La Gran Bretanya ha estat sotmesa a diversos processos de tectònica de plaques durant un període molt perllongat. Els canvis de latitud i del nivell del mar han estat factors importants en la naturalesa de les seqüències sedimentàries, mentre que les successives col·lisions continentals han afectat la seva estructura geològica, amb importants falles i plegaments com a llegat de cada orogènia (període de formació de muntanyes), sovint associats amb activitat volcànica i el metamorfisme de les seqüències rocoses existents. Com a resultat d'aquesta història geològica agitada, l'illa mostra una rica varietat de paisatges.
Les roques més antigues de la Gran Bretanya són els gneissos lewisians, roques metamòrfiques que es troben a l'extrem nord-oest de l'illa i a les Hèbrides (amb alguns petits afloraments en altres llocs), i que daten de fa almenys 2.700 milions d'anys. Al sud dels gneissos es troba una complexa barreja de roques que formen les terra altes d'Escòcia del nord-oest i les Terres Altes Grampianes d'Escòcia. Es tracta essencialment de les restes de roques sedimentàries plegades que es van dipositar fa entre 1.000 my i 670 my sobre el gneis en el que llavors era el fons de l'Oceà Iapetus.
A l'era actual, el nord de l'illa s'està aixecant a causa de la reducció de la pressió exercida per la desaparició del gel devensià. Com a contrapartida, el sud i l'est s'enfonsen, en general a un ritme estimat d'1 mm a l'any, i la zona de Londres s'enfonsa el doble, en part a causa de la contínua compactació dels dipòsits d'argila recents.

## Demografia

### Assentaments
Londres és la capital d'Anglaterra i de tot el Regne Unit i és la seu del Govern del Regne Unit. Edimburg i Cardiff són les capitals d'Escòcia i Gal·les, respectivament, i allotgen els seus governs autònoms.

### Àrees urbanes més grans
| Posició | Ciutat-regió                                 | Àrea urbana                   | Població (Cens de 2011) | ´Superfície (km²) | Densitat (habitants/km²) | Nació constituent |
| ------- | -------------------------------------------- | ----------------------------- | ----------------------- | ----------------- | ------------------------ | ----------------- |
| 1       | Londres                                      | Greater London Urban Area     | 9,787,426               | 1,737.9           | 5,630                    | Anglaterra        |
| 2       | Manchester–Salford                           | Greater Manchester Urban Area | 2,553,379               | 630.3             | 4,051                    | Anglaterra        |
| 3       | Birmingham–Wolverhampton                     | West Midlands Urban Area      | 2,440,986               | 598.9             | 4,076                    | Anglaterra        |
| 4       | Leeds–Bradford                               | West Yorkshire Urban Area     | 1,777,934               | 487.8             | 3,645                    | Anglaterra        |
| 5       | Glasgow                                      | Greater Glasgow               | 1,209,143               | 368.5             | 3,390                    | Escòcia           |
| 6       | Liverpool                                    | Liverpool Urban Area          | 864,122                 | 199.6             | 4,329                    | Anglaterra        |
| 7       | Southampton–Portsmouth                       | South Hampshire               | 855,569                 | 192.0             | 4,455                    | Anglaterra        |
| 8       | Newcastle upon Tyne–Sunderland (Tyne i Wear) | Tyneside                      | 774,891                 | 180.5             | 4,292                    | Anglaterra        |
| 9       | Nottingham                                   | Nottingham Urban Area         | 729,977                 | 176.4             | 4,139                    | Anglaterra        |
| 10      | Sheffield                                    | Sheffield Urban Area          | 685,368                 | 167.5             | 4,092                    | Anglaterra        |